# Henrik Stenson
Henrik Stenson (* 5. April 1976 in Göteborg) ist ein schwedischer Profigolfer, der auf der LIV Tour spielt.

## Werdegang
Nach einer erfolgreichen Amateurkarriere – abschließend spielte er 1998 für sein Land in der Eisenhower Trophy in Chile – schlug Stenson Ende 1998 die Berufslaufbahn ein und gewann schon in der nächsten Saison 1999/2000 die Geldrangliste der Challenge Tour. Dadurch kam er 2001 zur European Tour und holte sich dort bislang sechs Turniersiege und mehrere Spitzenplatzierungen bei Top-Events. 2005 wurde Stenson Achter der European Tour Order of Merit (Geldrangliste), 2006 verbessert er sich auf Rang sechs, 2007 auf Rang vier, und rangierte unter den Top 20 der Golfweltrangliste. Nach dem Gewinn der Players Championship im Mai 2009 erreichte Stenson mit Rang 5 seine zwischenzeitlich beste Platzierung in der Weltrangliste.
2005 wurde er erstmals ins europäische Team bei der Seve Trophy einberufen und war Mannschaftsbester. 2006 gewann er im Team Europa die Royal Trophy gegen die besten Golfer Asiens und stand ebenso in der siegreichen Mannschaft Europas im Ryder Cup. Im November 2008 holte er mit Robert Karlsson den World Cup für Schweden.
Nach diesen Erfolgen durchlebte Henrik Stenson eine tiefe sportliche Krise, während der er zeitweilig aus den Top 200 der Weltrangliste herausrutschte. Erst im Jahr 2012 meldete er sich mit seinem nächsten Turniersieg (European Tour – die South African Open) zurück.
Ein neuer Karrierehöhepunkt stellte sich im Jahr 2013 ein, als er neben einigen Top-Platzierungen (u. a. zweiter bei den British Open) gleich zwei der hochdotierten Playoff-Turniere des FedEx Cups gewinnen und sich gleichzeitig den Gesamtsieg mit 10 Mio. US$ Preisgeld sichern konnte. Danach gewann er auch das Race to Dubai der European Tour und hat damit als erster Golfer der Geschichte in derselben Saison diese beiden bedeutendsten Jahreswertungen für sich entscheiden können. In der Weltrangliste verbesserte sich Stenson bis auf Platz drei.
Den größten Erfolg seiner Karriere konnte er mit dem Sieg der The Open Championship 2016 erzielen. Er ist der erste männliche Golfer aus Schweden, der ein Major gewinnen konnte und stellte mit einem Gesamtergebnis von 264 Schlägen einen neuen Rekord für die Open auf. Zudem stellte Stenson mit seiner Schlussrunde von 63 Schlägen den Rekord für Einzelrunden bei Majors ein.
Am Ende der Saison 2016 gewann er erneut das Race to Dubai der European Tour.

## Spiel
Stenson ist Linkshänder, spielt aber rechtshändig Golf.
Auffällig an seinem Spiel ist der Umstand, dass er seinen Driver nur selten einsetzt; die meisten langen Abschläge führt er (ohne Verwendung eines Tees) mit einem Holz 3 aus, mit dem er akzeptable Weiten mit hoher Zielgenauigkeit vereinbart. So führte er in der Saison 2013 die PGA Tour in der Statistik der getroffenen Fairways mit 72,65 % an, während er mit einer durchschnittlichen Abschlagsweite von 290,9 yards (266 Meter) immerhin noch auf Rang 66 (von 180) lag. Diese Spielweise verhalf ihm auch zur Ranglistenposition 1 in der Statistik „Greens in Regulation“ (71,96 %).
Zwei Eigenarten bei Stensons Schwung sind eine leicht ruckartige Gewichtsverlagerung auf das rechte Bein bereits vor dem Beginn des Rückschwungs und ein verkürzter Vorwärtsschwung, bei dem der Golfschläger meist vor Stensons Brust bleibt und nicht wie bei der Mehrheit der modernen Profigolfer hinter den Hals oder Kopf schwingt.

## PGA Tour Siege
- 2007: WGC-Accenture Match Play Championship (zählt auch zur European Tour)
- 2009: Players Championship
- 2013: Deutsche Bank Championship, THE TOUR Championship
- 2016: The Open Championship
- 2017: Wyndham Championship

Major Championships sind fett gedruckt!

## European Tour Siege
- 2001: Benson and Hedges International Open
- 2004: The Heritage
- 2006: Qatar Masters, BMW International Open
- 2007: Dubai Desert Classic
- 2012: SA Open (auch Sunshine Tour)
- 2013: Dubai World Championship
- 2014: Dubai World Championship
- 2016: BMW International Open, The Open Championship

Major Championships sind fett gedruckt!

## Resultate in Major-Championships
| Turnier               | 2001 | 2002 | 2003 | 2004 | 2005 | 2006 | 2007 | 2008 | 2009 | 2010 | 2011 | 2012 | 2013 | 2014 | 2015 | 2016 | 2017 | 2018 |
| --------------------- | ---- | ---- | ---- | ---- | ---- | ---- | ---- | ---- | ---- | ---- | ---- | ---- | ---- | ---- | ---- | ---- | ---- | ---- |
| The Masters           |      |      |      |      |      | CUT  | T17  | T17  | T38  | CUT  | CUT  | T40  | T18  | T14  | T19  | T24  | CUT  | T5   |
| PGA Championship      |      |      |      |      | T47  | T14  | CUT  | T4   | T6   | CUT  |      |      | 3    | T3   | T25  | T7   | T13  | CUT  |
| US Open               |      |      |      |      |      | T26  | CUT  | CUT  | 9    | T29  | T23  |      | T21  | T4   | T27  | WD   | CUT  | T6   |
| The Open Championship | CUT  |      |      |      | T34  | T48  | CUT  | T3   | T13  | T3   | 68   |      | 2    | T39  | T40  | 1    | T11  | T35  |

| Turnier               | 2019 | 2020 | 2021 |
| --------------------- | ---- | ---- | ---- |
| The Masters           | T36  | CUT  | T38  |
| PGA Championship      | T48  | CUT  | T64  |
| US Open               | T9   | CUT  | CUT  |
| The Open Championship | T20  | NT   | CUT  |

CUT = Cut nicht erreicht

WD = aufgegeben („withdrawn“)

„T“ geteilte Platzierung

## Challenge Tour Siege
- 2000: DEXIA-BIL Luxembourg Open,
- 2000: Gula Sidorna Grand Prix,
- 2000: 2nd Cuba Challenge Tour Grand Final

## Andere Turniersiege
- 2008: Nedbank Golf Challenge
- 2019: Hero World Challenge

## Teilnahmen an Teamwettbewerben
- Seve Trophy (für Kontinentaleuropa): 2005, 2009
- World Cup (für Schweden): 2005, 2008 (Sieger), 2009
- Royal Trophy (für Europa): 2006 (Sieger), 2007 (Sieger), 2010 (Sieger), 2011 (Sieger)
- Ryder Cup (für Europa): 2006 (Sieger), 2008, 2014 (Sieger), 2016, 2018 (Sieger)
- EurAsia Cup (für Europa): 2018 (Sieger)